# Scheifling
Scheifling ist eine Marktgemeinde mit 2117 Einwohnern (Stand 1. Jänner 2025) im Gerichtsbezirk bzw. Bezirk Murau in der Steiermark. Mit 1. Jänner 2015 wurde im Rahmen der Gemeindestrukturreform in der Steiermark die vormals eigenständige Gemeinde Sankt Lorenzen bei Scheifling eingemeindet.

## Geografie
Scheifling liegt circa 19 km östlich von Murau.

### Gemeindegliederung
Das Gemeindegebiet umfasst fünf Ortschaften bzw. gleichnamigen Katastralgemeinden (in Klammern Einwohnerzahl Stand 1. Jänner 2025; Fläche Stand 31. Dezember 2023):
- Feßnach (111 Ew., 2.957,29 ha)
- Lind bei Scheifling (537 Ew.), KG Lind (1.001,11 ha)
- Puchfeld (155 Ew., 756,31 ha)
- Sankt Lorenzen bei Scheifling (317 Ew.), KG St. Lorenzen (488,58 ha)
- Scheifling (997 Ew., 537,28 ha)

### Eingemeindungen
Die 1849/50 errichtete Gemeinde Lind bei Scheifling wurde per 1. Jänner 1952 mit der Gemeinde Scheifling vereinigt.
Die ehemalige Gemeinde Sankt Lorenzen bei Scheifling wurde am 1. Jänner 2015 eingemeindet.

### Nachbargemeinden
| Oberwölz   | Unzmarkt-Frauenburg (MT)                    | Sankt Georgen ob Judenburg (MT) |
| Niederwölz | Kompassrose, die auf Nachbargemeinden zeigt |                                 |
|            | Neumarkt in der Steiermark                  |                                 |

## Geschichte
Scheifling wurde erstmals 973 unter dem Namen „Sûblich“ erwähnt. Es liegt ein slawisches Ausgangswort *svibica (‚Bei dem Gestrüpp‘ oder ‚Bei den Kirschen‘) zugrunde. Bis ins 20. Jh. nannte man den untersten Teil des Feßnachgrabens „in der Scheifling“. Der Flurname ging auf die Siedlung über.
Aus der Zeit um 1030 sind urkundlich die Personennamen der Einwohner von Scheifling überliefert. Der Großteil aller Namen ist slawisch. Das Dokument beweist, dass die Steiermark im Mittelalter noch überwiegend slawisch besiedelt war.
Die politische Gemeinde Scheifling wurde 1849/50 errichtet.

### Bevölkerungsentwicklung

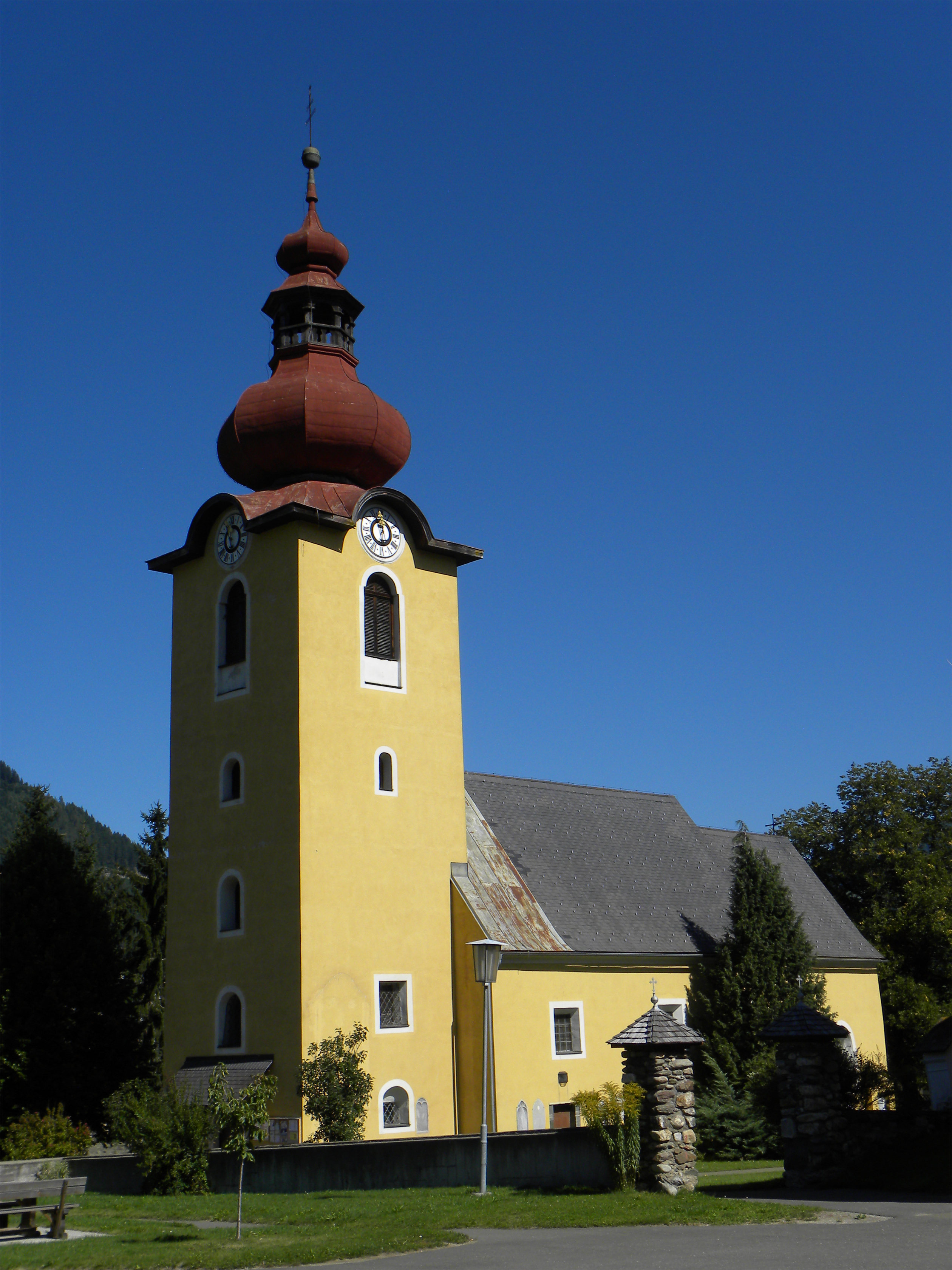
Pfarrkirche Scheifling

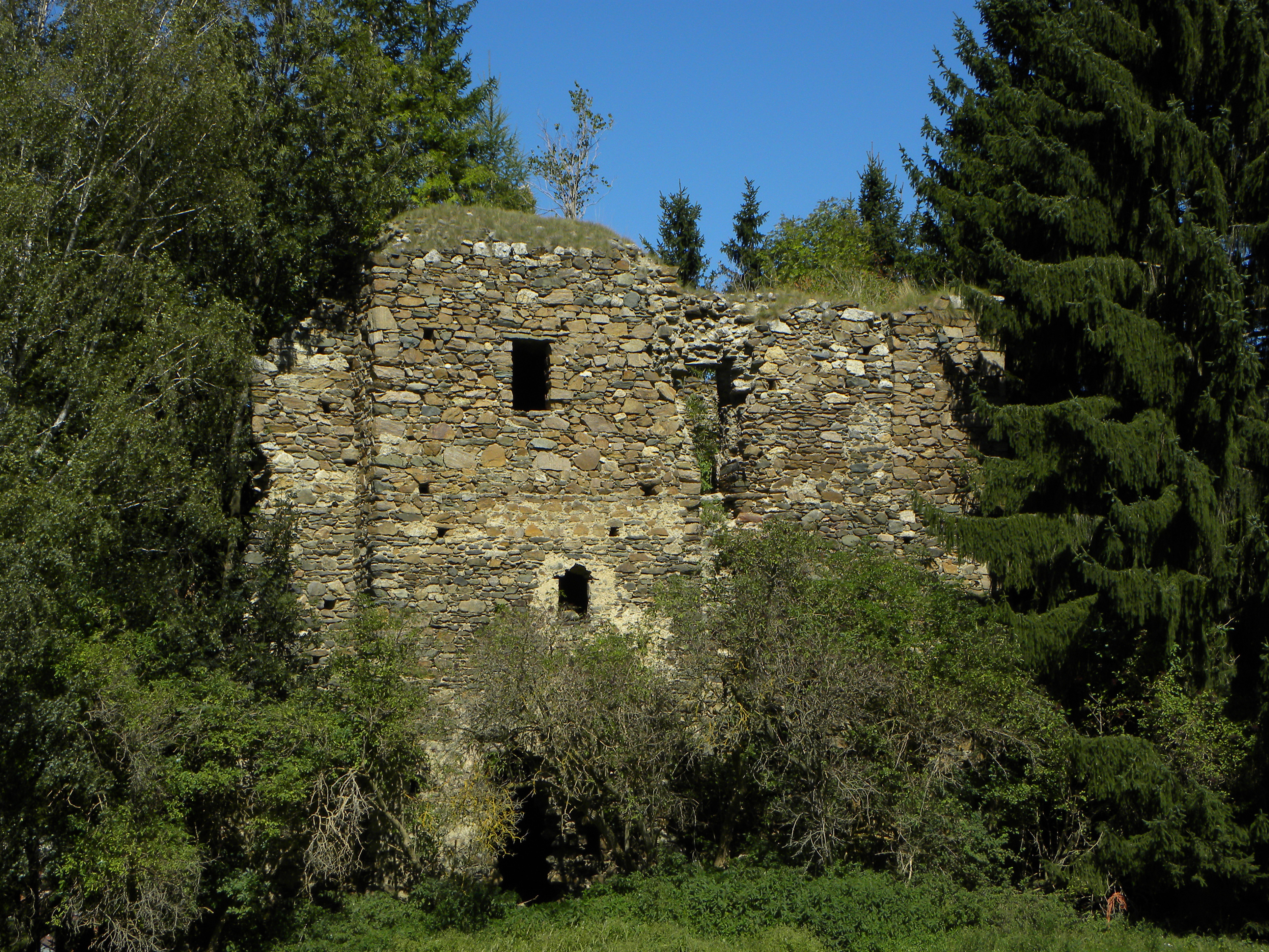
Burgruine Tschakathurn

## Kultur und Sehenswürdigkeiten
- Katholische Pfarrkirche Scheifling hl. Thomas
- Katholische Pfarrkirche St. Lorenzen bei Scheifling hl. Laurentius
- Filialkirche hl Bartholomäus in Feßnach
- Marienkapelle Lind bei Scheifling
- Burgruine Tschakathurn

## Wirtschaft und Infrastruktur
Laut Arbeitsstättenzählung 2001 gab es 90 Arbeitsstätten mit 759 Beschäftigten in der Altgemeinde sowie 450 Auspendler und 557 Einpendler, 1999 gab es 50 land- und forstwirtschaftliche Betriebe (davon 13 im Haupterwerb), die zusammen 4.164 ha bewirtschafteten.

### Verkehr
Die Gemeinde liegt an der Friesacher Straße B 317, im Ort Scheifling zweigt die Murtal Straße B 96 ins obere Murtal ab.
Öffentlich ist Scheifling per Bahn durch den gleichnamigen Bahnhof an der Rudolfsbahn erreichbar. Die Murtalbahn mit der Haltestelle Lind-Scheifling führt ebenfalls durch das Gemeindegebiet.

### Bildung
In der Gemeinde gibt es drei Kindergärten (einen Pfarrkindergarten, einen Gemeindekindergarten und einen Heilpädagogischen Kindergarten), eine Volksschule, eine Neue Mittelschule und eine Musikschule (Expositur).

## Politik

### Gemeinderat
Der Gemeinderat hat 15 Mitglieder.
- Mit den Gemeinderatswahlen in der Steiermark 2015 hatte der Gemeinderat folgende Verteilung: 7 ÖVP, 4 SPÖ, 2 FPÖ, 1 Wir konstruktiv und 1 LWP–Freie Liste für Scheifling Werner Prieler.[7]
- Mit den Gemeinderatswahlen in der Steiermark 2020 hat der Gemeinderat folgende Verteilung: 9 ÖVP, 5 SPÖ und 1 FPÖ.[8]

### Bürgermeister
- 1. Jänner 2015 bis 22. April 2015: Michael Puster (SPÖ), Regierungskommissär
- seit 23. April 2015: Gottfried Reif (ÖVP)[9]

### Wappen

Wappen der Vorgängergemeinden
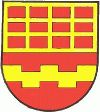
Sankt Lorenzen bei Scheifling
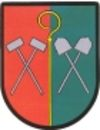
Scheifling

Beide Vorgängergemeinden hatten Gemeindewappen. Der Gemeinde Scheifling wurde am 29. Oktober 1976 mit Wirkung vom 1. Jänner 1977 ein Wappen verliehen. Die Blasonierung (Wappenbeschreibung) lautete:
„In einem durch einen goldenen Krummstab von Rot zu Grün gespaltenen Schild vorn zwei gekreuzte silberne Hämmer, hinten zwei gekreuzte, mit den Blättern nach oben gestellte silberne Schaufeln.“
Eine hier im Mittelalter lebende Ritterfamilie nannte sich „von Scheuflich“ und führte zwei gekreuzte Schaufeln in ihrem Wappen. Die beiden Hämmer verweisen auf die ehemaligen Sensen- und Hammerwerke, der Krummstab auf das Erzbistum Salzburg.
Der Gemeinde St. Lorenzen bei Scheifling wurde am 20. Juni 1988 mit Wirkung 1. Juli 1988 ein Wappen verliehen. Die Blasonierung (Wappenbeschreibung) lautete: „In Rot über einen goldenen Gegenzinnenbalken ein die obere Schildhälfte füllender goldener Rost.“
Durch die Gemeindezusammenlegung wurden diese Wappen ab 1. Jänner 2015 ungültig. Mit Wirkung vom 5. November 2019 wurde der Fusionsgemeinde von der Steiermärkischen Landesregierung ein neues Wappen verliehen.
Die neue Blasonierung lautet:
„Im von Grün und Silber im Zinnenschnitt geteilten Schild oben silbern schräg gekreuzt ein Hammer und eine Schaufel, unten waagrecht ein roter Rost.“
Damit wurden Elemente von beiden Wappen der Vorgängergemeinden im neuen Gemeindewappen vereinigt.

### Gemeindepartnerschaften
- Seit 1971 verbindet Scheifling eine Gemeindepartnerschaft mit der in Baden-Württemberg gelegenen Gemeinde Königheim bei Tauberbischofsheim.[13]

## Persönlichkeiten

### Ehrenbürger
- 1975 Johann Stadlober, Altbürgermeister
- 1978 Hanns Bammer, Landesrat
- 1978 Friedrich Niederl, Landeshauptmann

### Söhne und Töchter der Marktgemeinde
- Adolf-Erwin Felber (1934–2015), Generalleutnant des österreichischen Bundesheeres
- Detlef Gruber (1952–2025), Politiker der SPÖ, Abgeordneter im Steiermärkischen Landtag
- Gernot Jurtin (1955–2006), Fußballspieler des SK Sturm Graz und im Nationalteam
- Günther Kaltenbacher (* 1957), Politiker der SPÖ, Mitglied des Bundesrates 2000–2010
- Daniel Offenbacher (* 1992), Fußballspieler
- Eduard Pumpernig (1920–1992), Politiker der ÖVP, Mitglied des Bundesrates 1974–1985
- Gernot Sick (* 1978), Fußballspieler des Grazer AK und im Nationalteam